# Дагестанский государственный университет народного хозяйства
Дагестанский государственный университет народного хозяйства (ДГУНХ) — высшее учебное заведение Дагестана, готовящее специалистов для различных отраслей народного хозяйства. 
В университете обучается более 10 тысяч человек на 6 факультетах. Преподавательский состав насчитывает свыше 850 человек, 42 из которых доктора наук, 478 — кандидаты наук.

## История
Университет основан в 1991 году постановлением Совета министров Дагестанской АССР от 19 февраля 1991 г. №19 с целью подготовки кадровой базы для набирающей обороты рыночной экономики.
С момента создания ДГУНХ ректором был Гамид Ахмедович Бучаев. Под его руководством университет существенно увеличил материально-техническую базу и стал лучшим вузом Дагестана.

## Факультеты
- Информационные технологии и управление
- Иностранные языки
- Бухгалтерский учёт, анализ и аудит
- Финансово-экономический
- Землеустроительный
- Бизнес-колледж

## Руководители
| Годы      | Ректор                        |
| --------- | ----------------------------- |
| 1991—2008 | проф. Бучаев, Гамид Ахмедович |
| 2008—2021 | проф. Бучаев, Яхья Гамидович  |
| 2021—н.в  | проф. Бучаев, Ахмед Гамидович |